# Wir sind am Leben (Lied)
Wir sind am Leben ist ein Lied des Popduos Rosenstolz. Es wurde am 9. September 2011 beim Label Universal Music Group veröffentlicht und von Ulf Leo Sommer sowie den beiden Musikern von Rosenstolz selbst geschrieben. Das Lied ist in dem Rosenstolz-Album „Wir sind am Leben“ enthalten. Das Lied stellte die erste Single-Veröffentlichung von Rosenstolz seit drei Jahren und seit dem Burnout Plates dar. Laut Rosenstolz entstand es im April 2011.

## Musikvideo
Das offizielle Musikvideo zum Lied wurde am 1. August 2011 auf der offiziellen Website Universal Musics veröffentlicht, auf YouTube jedoch nicht. Im Video sieht man eine ältere Frau auf einem Stuhl sitzen, ein Mädchen läuft zu ihr und zeigt ihr auf ihrem Handy ein Video von Rosenstolz. Später im Video sieht man sie mit ihrer Familie bei der Beerdigung ihres Mannes. Die Zeit wird zurückgespult und man kann sie in jungen Jahren beobachten. Dargestellt wird sie von Katrin Sass.

## Rezeption
Artur Schulz von laut.de meint, dass Wir sind am Leben „dramaturgisch als klassischer Rosenstolz-Song gestaltet“ sei und die „Nummer dank effektvollem Aufbau, betörenden Harmonien und einer wohldosierten Prise Pathos catcht“. Jana Fischer von plattentests.de meint, dass das Lied dem „Liebe-ist-alles-ich-bin-ich-gib-mir-Sonne-Schema“ folge, sich am Stil der vorherigen Alben orientiere und „Peter Plates obligatorisches Gesangsintermezzo einigermaßen verzichtbar wäre“.

## Kommerzieller Erfolg

### Chartplatzierungen
In Deutschland wurde die Single am erfolgreichsten. Sie konnte bis auf Platz 3 vorrücken und blieb insgesamt 23 Wochen in den Charts. In Österreich stieg sie auf Platz 17 ein, was die höchste Platzierung darstellt, und blieb 17 Wochen in den Top 100. Auch in der Schweiz erreichte sie eine Platzierung: Sie stieg auf Platz 43 ein, stand zwei Wochen danach auf Platz 35 und hatte sechs Wochen einen Platz in den Top 75 inne.
| ChartsChartplatzierungen | Höchstplatzierung | Wochen |
| ------------------------ | ----------------- | ------ |
| Deutschland (GfK)        | 3 (20 Wo.)        | 20     |
| Österreich (Ö3)          | 17 (17 Wo.)       | 17     |
| Schweiz (IFPI)           | 35 (6 Wo.)        | 6      |

| ChartsJahrescharts (2011) | Platzierung |
| ------------------------- | ----------- |
| Deutschland (GfK)         | 64          |

### Auszeichnungen für Musikverkäufe
| Land/Region        | Auszeichnungen für Musikverkäufe (Land/Region, Auszeichnung, Verkäufe) | Verkäufe |
| ------------------ | ---------------------------------------------------------------------- | -------- |
| Deutschland (BVMI) | Gold                                                                   | 150.000  |
| Insgesamt          | 1× Gold ·                                                              | 150.000  |